# Charleston, Maine
Charleston är en kommun i Penobscot County i delstaten Maine, USA.